# アトランタの戦い
アトランタの戦い（アトランタのたたかい、英:Battle of Atlanta）は、南北戦争のアトランタ方面作戦の一部として1864年7月22日に、ジョージア州フルトン郡アトランタの直ぐ南東で行われた戦闘である。この方面作戦の最後を示すような戦闘名ではあるが、実際には作戦の中間で起こり、アトランタの陥落まではまだ6週間を要した。

## 背景
アトランタ方面作戦では、ウィリアム・シャーマン少将が西部戦線の北軍を指揮した。この戦闘の北軍主力はジェイムズ・マクファーソン少将の指揮するテネシー軍だった。マクファーソンは行動が素早く攻撃的だったので、シャーマン、そしてユリシーズ・グラント中将のお気に入り指揮官だった。テネシー軍には3個軍団があり、第15軍団はジョン・A・ローガン少将、第16軍団はグレンビル・M・ドッジ少将および第17軍団はフランク・P・ブレア・ジュニア少将が指揮した。
この戦闘に繋がる数ヶ月間、南軍のジョセフ・ジョンストン将軍は優勢なシャーマン軍に対して後退を繰り返してきた。テネシー州チャタヌーガからジョージア州マリエッタまでの鉄道にずっと沿って同じ行動が何度も繰り返された。ジョンストン軍が防御的配置を採ると、シャーマン軍は南軍防御陣の側面に回り、そこでジョンストン軍が再度後退した。レサカの戦い後のジョンストン軍の撤退に続いて、両軍は再度ケネソー山の戦いでぶつかったが、南軍の指導層はジョンストンが勝てる機会がほとんど無かったにも拘らず、北軍と戦うことを躊躇うジョンストンに不満だった。かくして、1864年7月17日、ピーチツリークリークの戦いの準備をしていたジョンストンは指揮官を解任され、ジョン・ベル・フッド中将に挿げ替えられた。フッドはピーチツリークリークでシャーマン軍に襲い掛かったが、大きな損失を出して失敗した。
フッドはその遥かに無勢な軍隊で2つの問題に直面していた。1つめはアメリカ連合国の大変重要な鉄道拠点であり産業の中心でもあるアトランタ市を守る必要があることだった。2つめはその軍隊が巨大なシャーマン軍に比較して小さいことだった。フッドは市内に引き込むことにして、北軍に前に出て来させようと考えた。マクファーソン軍はディケーターからアトランタの東側に接近していた。

## 戦闘
その間、フッドはウィリアム・J・ハーディ中将の軍団に北軍の左側面に回りこませ、ジョセフ・ホィーラー少将の騎兵隊はシャーマン軍の補給線近くに進ませて、ベンジャミン・チーザム少将の軍団に北軍正面を攻撃させた。これはストーンウォール・ジャクソンの用兵を想起させる動きであり、うまく行く可能性があった。マクファーソンは正確にその左側面に対する脅威を想定して、予備隊である第16軍団を送りそこを強化させた。ハーディ軍団がこの軍団と遭遇して戦闘が始まった。南軍の初めの攻撃は撃退されたが、北軍の左側面も後退を始めた。この頃、マクファーソンは戦闘を監視するために馬で前線に行き、南軍歩兵の銃で撃たれて戦死した。

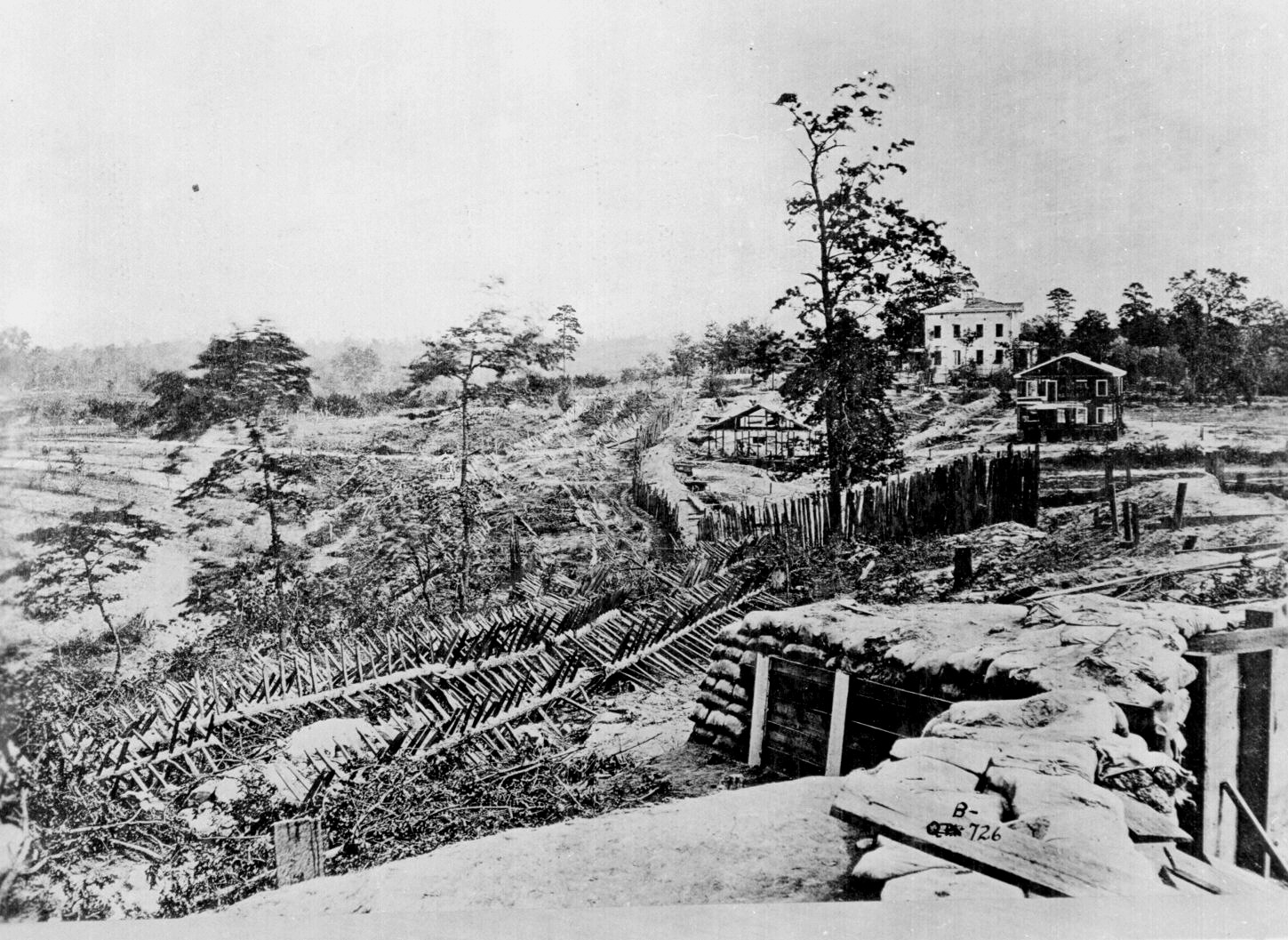
ポッターハウスの前の防柵と逆茂木、アトランタ、1864年

南軍の主力前線はこの時L字形をしており、ハーディ軍団がL字の底辺の横棒、北軍正面を攻撃するチーザム軍団が縦棒だった。これはうまく行けば北軍を取り囲む形になって戦闘に勝利できる大変うまい戦術だった。ハーディの攻撃は北軍が再編成して前線を保持したために立ち往生した。一方、チーザム軍団は北軍の前線を突破したが、シャーマンがその作戦本部近くにあった20門の大砲を集中させて南軍を砲撃させ、ローガンの第15軍団が編成し直して南軍を撃退した。

## 戦闘の後
北軍の損失は3,641名であり、南軍は8,500名だった。これは既に勢力が落ちていた南軍にとって気の遠くなるような損失だったが、アトランタ市は保持し続けた。シャーマンはアトランタ市に対して包囲戦を布き、市内を砲撃すると共に市の西と南のメイコンから来る補給線を遮断する襲撃隊を送った。最終的に8月31日、シャーマン軍がジョーンズバラでメイコンからの鉄道を占領し、南軍をラブジョイ駅方向に押し込んだ。ジョーンズバラの北軍は夜中アトランタから爆発音を聞くことになったが、これはフッドが翌日アトランタから兵を退くために、補給庫が北軍の手に落ちないよう破壊していたからだった（この火事のシーンが1939年の映画『風と共に去りぬ』に描かれた）。9月2日アトランタ市長ジェイムズ・カルフーンの委員会で北軍の肩を持つ市民であるウィリアム・マーカム、ジョナサン・ノアクロスおよびエドワード・ローソンが北軍ヘンリー・W・スローカム少将の参謀である大尉に会って、市の降伏を申し入れた。シャーマンはワシントンに電報を打ち、「アトランタは我々のものであり、完全な勝利だ」と伝え、9月7日には市内に作戦本部を作り、そこに2ヶ月間滞在した。市民全員にも退去を命じた。それから軍隊は地上にある全ての建物を焼き、シャーマンの海への進軍と呼ばれることになる東方への進軍を始めた。
アトランタの陥落はその政治的影響で特に注目された。1864年アメリカ合衆国大統領選挙では元北軍将軍のジョージ・マクレランが平和を綱領にしてリンカーン大統領に挑戦していた。民主党綱領の一部はアメリカ連合国との休戦を要求していた。この休戦が実現しておれば、戦争が再開される可能性は非常に小さかったであろう。しかし、アトランタの占領と、フッド軍が退散のときに主要な軍事施設を燃やしたことは北部の新聞で大きく報道され、著しく北部の士気を高めた。リンカーンはかなりの差を付けて再選された。
アトランタの戦場跡は現在市内居住地と商業地になっており、戦闘の歴史を伝える表示がわずかに残されているだけである。2004年に戦闘から140周年を記念して、インマン公園の近傍に2つの標識が立てられた。L字形の戦線はおおまかに現在のリトルファイブ・ポイントと州間高速道路20号線の間のモアランド・アベニューが南北の線であり、州間高速道路20号線は東西の線でハーディ軍団が攻撃したところである。アトランタ・サイクロラマには戦闘の絵画と博物館が入っている。